# Tomislav Neralić

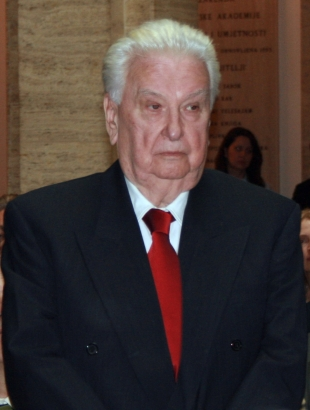
Tomislav Neralić (2008)

Tomislav Neralić (* 9. Dezember 1917 in Karlovac, Österreich-Ungarn; † 16. November 2016 in Zagreb, Kroatien) war ein jugoslawischer Opernsänger (Bassbariton).

## Leben

### Ausbildung und Anfänge
Neralić stammte aus einer musikalischen Familie. Sein Vater war selbst Opernsänger, der als Bariton am Kroatischen Nationaltheater in Maribor verpflichtet war. Neralićs Vater sang die großen Partien im Bariton-Fach, vor allem aus dem italienischen Repertoire. Er gastierte auch an der Kroatischen Nationaloper Zagreb. Seine Mutter war ausgebildete Pianistin, konnte aber wegen der vier Kinder, die sie zu betreuen hatte, das Klavierspiel nur als Hobby betreiben.
Tomislav Neralić besuchte zunächst die Grundschule in seiner Heimatstadt Karlovac, später dann das Gymnasium in Maribor. Im Alter von 13 Jahren, noch vor dem Stimmbruch, sang er im Radio. Während seiner Gymnasialzeit lernte er Violine und Klavier und spielte in einem Kammermusikensemble. 1936 begann er auf Wunsch seiner Eltern mit dem Musik- und Gesangsstudium. Im Dezember 1937 hatte er seinen ersten professionellen Auftritt als Solist in der „Weihnachtsgeschichte“ von Rudolf Matz im Jugoslawischen Rundfunk bei Radio Zagreb. Anschließend trat er zunächst als Konzertsänger auf. 1941 schloss er seine Ausbildung und Sänger und Musikpädagoge am Zagreber Konservatorium ab.
Sein Debüt als Opernsänger erfolgte, noch während seiner Ausbildung, im Juni 1939 als Mönch (Karl V.), also im Bass-Fach, in der Verdi-Oper Don Carlos. Von 1939 bis 1943 war er dann festes Mitglied der Oper Zagreb.

### Engagements in Wien, Zagreb und Berlin
1943 wurde er, nach einem Vorsingen bei Karl Böhm, zum Spielzeitbeginn 1943/44 direkt von Böhm an die Wiener Staatsoper engagiert, wo er bis 1947 in 17 verschiedenen Partien auftrat. Dort sang Neralić das Baßfach, aber auch reine Bariton-Partien, und weiters seine ersten Partien im heldischen Fach und im Wagner-Fach. Sein Debüt an der Wiener Staatsoper war Colline in La Bohème. In Wien sang er u. a. die Rollen Graf von Monterone (Spielzeit 1943/44; mit dieser Rolle hatte er im September 1943 wohl auch sein eigentliches Debüt) und Sparafucile in Rigoletto (1946/1947), den Tommaso in Tiefland (Spielzeit 1943/44), den Titurel in Parsifal (Spielzeit 1943/44), Basilio in Der Barbier von Sevilla (1945/1946), den Ferrando in Der Troubadour (April/Mai 1944), den Warlaam in Boris Godunow (Mai–November 1945), den Minister Don Fernando in Fidelio (1945–1947), die vier Bösewichter in Hoffmanns Erzählungen (1945–1947), den Plumkett in Martha (1945/1946), den Zuniga in Carmen (1946/1947), den Tomski in Pique Dame (1946/1947) sowie die Rollen König und Ramphis in Aida (März–Dezember 1947). Während seiner Wiener Jahre trat er auch an der Wiener Volksoper auf; dort sang er im Alter von 25 Jahren während der Kriegsjahre im April 1943 unter Hans Swarowsky seinen ersten König Philipp II. in Don Carlos.
Ende der 1940er Jahre wurde das Rollenangebot an der Wiener Staatsoper für Neralić weniger, da frühere, mittlerweile „entnazifizierte“ Ensemblemitglieder an ihr altes Stammhaus zurückkehrten. Daher nahm er das Angebot an, als Heldenbariton an die Nationaloper Zagreb zurückzukehren. Ab der Spielzeit 1947/48 bis 1955 war er erneut Mitglied der Nationaloper Zagreb. Hier sang er nicht nur, wie bisher, das Baßfach, sondern aufgrund seiner guten Höhe auch italienische Bariton-Partien, den Holländer, die Titelrolle in Boris Godunow, König Heinrich in Lohengrin und das Verdi-Requiem. In seinem zweiten Engagement in Zagreb von 1948 bis 1955 entwickelte er sich in diesen Rollen zu einer starken künstlerischen Persönlichkeit. 1950 trat er dort an der Seite von Marijana Radev als Nika Marinović in der Oper Equinox (Originaltitel: Ekvinocija) von Ivan Brkanović auf. Weitere Zagreber Rollen waren die Titelpartie in Don Giovanni (in kroatischer Sprache), Baron Ochs in Der Rosenkavalier, Nick Shadow in The Rake’s Progress, Scarpia in Tosca, Suleiman in der Oper Nikola Šubić-Zrinjski von Ivan Zajc und die Titelrolle in Fürst Igor. Beim Sommer-Festival in Split sang er den Don Basilio in Der Barbier von Sevilla. 1955 gastierte er mit dem Ensemble der Nationaloper Zagreb in London, wo er als Marko in der Oper Ero der Schelm auftrat. 1965 ging er zusammen mit der Oper Zagreb auf Japan-Tournee, wo er in Tokio und Osaka sang. Auch in späteren Jahren trat er immer wieder an der Nationaloper Zagreb auf, so als Hans Sachs in Die Meistersinger von Nürnberg (1969), als Holländer in Wagners Der Fliegende Holländer (1975) und als Wotan in Die Walküre unter der musikalischen Leitung von Lovro von Matačić (1974).
1955 wurde er auf Vermittlung eines Wiener Agenten, dem er von Karl Böhm empfohlen worden war, nach einem Vorsingen als Nachfolger für Josef Herrmann an die Deutsche Oper Berlin (DOB) verpflichtet, der er ohne Unterbrechung bis 1995 als festes Ensemblemitglied angehörte. An der DOB debütierte er im Januar 1955 als Holländer, mit Leonie Rysanek (Senta) als Partnerin. Im Mai 1955 folgte der Jago in einer Othello-Neuinszenierung. 1957 sang er an der Deutschen Oper Berlin den Wotan im Ring-Zyklus. Ab 1958 erhielt Neralić von der DOB die vertragliche Zusicherung für Gastspiele von maximal zwei Monaten. Diese nutzte er hauptsächlich dazu, in den Sommermonaten in Italien im Wagner-Fach (in italienischer, später auch in deutscher Sprache) aufzutreten. In der Spielzeit 1959/60 übernahm er an der DOB den Kurwenal in einer Neuinszenierung von Tristan und Isolde.
An der Deutschen Oper Berlin wirkte er auch in mehreren Uraufführungen mit: in König Hirsch (im September 1956; als Präzeptor), in 200 000 Taler von Boris Blacher (im September 1969; als Solomon) und in Oedipus von Wolfgang Rihm (im Oktober 1987; als einer der Ältesten von Theben).
In der Eröffnungspremiere der Spielzeit 1970/71 sang er den Faninal in Der Rosenkavalier. In der Spielzeit 1977/78 war er in der Neuinszenierung der Oper Die verkaufte Braut (Regie: Bohumil Herlischka) als Kruschina zu hören. In der Spielzeit 1980/81 war er in der Wiederaufnahme der Rossini-Oper Der Barbier von Sevilla „komödiantisch und stimmlich beeindruckend“ als Basilio. In der Spielzeit 1981/82 übernahm er in einer Neuinszenierung der Janáček-Oper Aus einem Totenhaus (Premiere: Oktober 1981, Regie: Götz Friedrich) die Rolle des Platzkommandanten. In der Spielzeit 1981/82 übernahm er außerdem die beiden Rollen Theaterdirektor/Bankier in einer Lulu-Neuinszenierung (Premiere: Februar 1982, Regie: Götz Friedrich). In der Spielzeit 1982/83 (Premiere: Oktober 1982) sang er an der DOB den Marchese di Calatrava in einer umstrittenen Neuinszenierung der Verdi-Oper La forza del destino (Regie: Hans Neuenfels, Dirigent: Jesús López Cobos). In der Spielzeit 1982/83 (Premiere, Dezember 1982) sang er außerdem in einer Neuinszenierung der Puccini-Oper La fanciulla del West (Regie: Frank Corsaro, Dirigent: Giuseppe Sinopoli) die Partie des Ashby, den Agenten der Transportgesellschaft Wells Fargo. Weiterhin übernahm er in derselben Spielzeit die Rolle des Bettelmönchs Warlaam in der Oper Boris Godunow (Wiederaufnahme, April 1983) und verlieh seiner Partie „kräftige Baß-Akzente“. In der Spielzeit 1983/84 übernahm er in einer musikalischen Neueinstudierung wieder den Faninal in Der Rosenkavalier. In der Spielzeit 1984/85 sang er an der DOB im Alter von 67 Jahren die Titelrolle in Don Pasquale. Im April 1984 war er der Baron Douphol in einer musikalischen Neueinstudierung der Verdi-Oper La Traviata mit Julia Varady in der Titelpartie. Im Dezember 1984 übernahm er den Wirt Luther in einer Neuinszenierung der Oper Hoffmanns Erzählungen. In der Spielzeit 1985/86 übernahm er in einer Neuinszenierung der Oper Katja Kabanowa (Premiere: März 1986, Regie: Günter Krämer) die Rolle des Dikoj; diese Rolle sang er dann regelmäßig auch in den nachfolgenden Spielzeiten in verschiedenen Aufführungsserien (u. a. im April 1990, im März 1993, im Juni 1994 und im September 1994). In der Spielzeit 1986/87 sang er den Onkel Bonze in einer Neuinszenierung der Oper Madama Butterfly (Premiere: Juni 1987, Dirigent: Giuseppe Sinopoli). Im April/Mai 1987 übernahm er in einer Aufführungsserie, die in fast allen Partien neubesetzt war, die Rolle des Konsuls Angelotti, in der er „erneut mit seinen unverbrauchten Stimmitteln glänzen“ konnte. Außerdem sang er in der Spielzeit 1986/87 in verschiedenen Repertoirevorstellungen den Minister Don Fernando in Fidelio (Februar/März 1987) und den König in Aida (März 1987). Im April 1988 sang er in einer musikalischen Neueinstudierung der Strauss-Oper Der Rosenkavalier in einer Aufführungsserie die Partie des Faninal. Im Mai/Juni 1988 übernahm er, stimmlich „auftrumpfend“, die Rolle des Polizeichefs in einer Neuinszenierung der Oper Lady Macbeth von Mzensk (Premiere: Mai 1988, Regie: Günter Krämer); diese Partie sang er dann auch in den Folgeaufführungen im Januar/Februar 1989. In der Spielzeit 1988/89 übernahm er in der Wiederaufnahme der Janáček-Oper Aus einem Totenhaus (Oktober 1988) erneut die Rolle des Platzkommandanten, in der er sich „musikalisch profilieren“ konnte. In der Spielzeit 1988/89 wirkte er außerdem in einer La Bohème-Neuinszenierung (Premiere: Dezember 1988, Regie: Götz Friedrich) mit, in der er eine „feine Charakterstudie als gar nicht lächerlicher Alcindoro“ bot. Im März 1989 übernahm er noch einmal, im Alter von fast 72 Jahren, die Rolle des Angelotti in Tosca. In der Spielzeit 1989/90 sang er außerdem den Baron Douphal in der Wiederaufnahme von La Traviata (Februar 1990) und erneut den Wirt Luther in einer musikalischen Neueinstudierung von Hoffmanns Erzählungen (April 1990). Zur Saisoneröffnung der Spielzeit 1992/93 war er im August 1992, kurz vor seinem 75. Geburtstag, ein „wackerer, interessanter“ Ratsherr Alcindoro in La Bohème. Im Dezember 1992 sang er an der Deutschen Oper Berlin, an seinem 75. Geburtstag, die Rolle des Onkel Bonze in Madama Butterfly. Im Januar 1993 fand anlässlich von Neralićs 75. Geburtstag in der DOB zu seinen Ehren im Rahmen der Reihe „Montags im Foyer“ ein „Musikalisches Porträt“ statt, in dem Neralić mit Klavierbegleitung ein kroatisches Lied vortrug.
An der Deutschen Oper Berlin war er über 40 Jahre engagiert und erhielt 1963 den Titel eines Berliner Kammersängers. Bis zum Jahr 1988 hatte er bereits in über 3.500 Vorstellungen auf der Bühne der Deutschen Oper Berlin gestanden. Sein Engagement endete im Alter von fast 80 Jahren mit dem Ende der Spielzeit 1995/96.

### Gastspiele
Neralić gastierte an der Mailänder Scala (1959; als Holländer unter der musikalischen Leitung von Hans Knappertsbusch, 1963 als Wanderer in Siegfried und als Gunther in Götterdämmerung mit Birgit Nilsson als Partnerin), am Théâtre de la Monnaie in Brüssel (1962), am Teatro Carlo Felice in Genua (1958 und 1960), an der Oper von Rom (1958; als Amfortas in Parsifal), am Teatro Comunale di Bologna (1963; ebenfalls als Amfortas), am Teatro Comunale in Florenz (1957 als Holländer sowie 1963 als Wotan in Die Walküre) und am Teatro San Carlo in Neapel (1965; als Holländer).
1956 sang er beim Maggio Musicale Fiorentino den Wanderer. Im Dezember 1957 gastierte er nochmals an der Wiener Staatsoper, als Jago in Verdis Otello, unter der musikalischen Leitung von Herbert von Karajan. 1959 übernahm er bei den Zürcher Festwochen den Wotan und den Wanderer im Ring-Zyklus. Er gastierte weiters am Teatro La Fenice in Venedig, am Teatro Regio di Torino, an der Nationaloper Prag, am Gran Teatre del Liceu in Barcelona, am Teatro Nacional de São Carlos in Lissabon (1961) und an der Oper von Monte Carlo (1973). In der Spielzeit 1968/69 gastierte er an der Berliner Staatsoper als Hans Sachs.
Er hatte Auftritte an der Hamburgischen Staatsoper, an der Bayerischen Staatsoper sowie an den Opernhäusern von Chicago und Kairo. 1984 wirkte er bei den Salzburger Festspielen als Paolo Calvi in einer konzertanten Aufführung der Oper Die Gezeichneten von Franz Schreker mit. Ab 1986 nahm er allerdings aus Altersgründen keine Gastspielangebote mehr an, sondern trat ausschließlich an seinem Stammhaus, der DOB, auf. Seine Karriere dauerte insgesamt sehr lange; noch 1999 sang er (im Alter von 82 Jahren) am Opernhaus Zagreb den Iwan Chowanski in der Mussorgski-Oper Chowanschtschina. Im Dezember 2000 stand er im Alter von fast 84 Jahren letztmals auf der Bühne der Zagreber Oper.

### Bedeutung
Tomislav Neralić wirkte sechzig Jahre lang mit etwa viertausend Auftritten in mehr als 150 Opernrollen und fünfzig Konzertwerken mit. Er sang seine Opernpartien in insgesamt 5 verschiedenen Sprachen. Er galt als einer der bedeutendsten Wagner-Sänger seiner Zeit. Seine meistgesungene Partie war die des Holländers, den er in insgesamt 123 Aufführungen verkörperte. Dank seiner Bassbaritonstimme von großer Tragweite und seiner Musikalität, einem brillanten Gedächtnis und exzellenter Gesangstechnik war er ebenso überzeugend in tragischen wie komischen Figuren. Tonaufnahmen mit Neralić erschienen auf Schallplatte bei der jugoslawischen Marke Jugoton. Außerdem existiert ein historischer Aufführungsmitschnitt von 1944, in welchem er unter der musikalischen Leitung von Karl Böhm den Minister in Fidelio singt.
Neralić erhielt zahlreiche Auszeichnungen. 1970 wurde er mit dem Milka Trnina-Gesangspreis ausgezeichnet. 1997 wurde ihm der Kulturpreis der Stadt Zagreb verliehen. Von Präsident Franjo Tuđman wurde er mit dem Orden „Danica Hrvatska“ (Staatsorden für den geleisteten Beitrag zur Kultur Kroatiens) ausgezeichnet. 2005 erhielt er den kroatischen Musikpreis Porin für sein Lebenswerk.
Neralić war korrespondierendes Mitglied der Kroatischen Akademie der Wissenschaften und Künste. Er starb im Alter von 98 Jahren.